# Самір Селлімі
Самір Селлімі (фр. Samir Sellimi, нар. 15 червня 1970, Ель-Крам) — туніський футболіст, що грав на позиції півзахисника.
Виступав, зокрема, за клуб «Клуб Африкен», а також національну збірну Тунісу.

## Клубна кар'єра
У дорослому футболі дебютував 1987 року виступами за команду «Клуб Африкен», кольори якої і захищав протягом усієї своєї кар'єри гравця, що тривала одинадцять років. Більшість часу, проведеного у складі «Клуб Африкен», був основним гравцем команди.

## Виступи за збірну
У 1988 році дебютував в офіційних матчах у складі національної збірної Тунісу.
У складі збірної був учасником Кубка африканських націй 1994 року у Тунісі.
Загалом протягом кар'єри в національній команді, яка тривала 8 років, провів у її формі 50 матчів.